# آيت اعزيز (آيت راحو أوعلي)
آيت اعزيز هو دُوَّار يقع بجماعة زايدة، إقليم ميدلت، جهة درعة تافيلالت في المملكة المغربية. ينتمي الدوّار لمشيخة آيت راحو أوعلي التي تضم 9 دواوير. يقدر عدد سكانه بـ 51 نسمة حسب الإحصاء الرسمي للسكان والسكنى لسنة 2004.

## وصلات خارجية
- البوابة الوطنية للجماعات الترابية
- المندوبية السامية للتخطيط